# Jesús García Sanjuán
Jesús García Sanjuán (Saragozza, 22 agosto 1971) è un ex calciatore spagnolo, di ruolo centrocampista.

## Carriera
Cresciuto nelle giovanili del Real Saragozza, squadra della sua città natale, Jesús García Sanjuán esordì in prima squadra nel campionato 1990-1991 a 19 anni.
Al termine della stagione, in cui Sanjuán collezionò 7 presenze, il Saragozza sconfisse il Real Murcia ai playout e restò in massima serie anche nel 1991-1992, stagione in cui Sanjuán diventò titolare e segnò il suo primo gol.
Vinse la Coppa del Re nella stagione 1993–94 e in quella successiva la Coppa delle Coppe.
Nel 1997 si trasferì in Inghilterra per giocare in prestito con il Wolverhampton. Dopo un anno tornò in Spagna, prima al Villarreal e poi in Segunda División al Córdoba.
Nel 2000 tornò nel Regno Unito per giocare in Scozia prima con l'Airdrieonians e poi con il Kilmarnock. Si ritirò nel 2003.

## Palmarès

### Competizioni nazionali
- Coppa di Spagna: 1

Real Saragozza: 1993–94

### Competizioni internazionali
- Coppa delle Coppe:

Real Saragozza: 1994–95